# 山本幸治
山本 幸治（やまもと こうじ、1971年12月4日 - ）は、日本の元プロボウラー。
兵庫県姫路市出身。白陵高等学校卒業、東京大学教育学部卒業。
JPBAライセンスNo.855（1996年交付、2010年返上）。

## 経歴
大学卒業後に小泉製麻株式会社に入社、グランド六甲ボウリングセンターに配属されるも、1995年の阪神・淡路大震災で崩壊。株式会社イースタンスポーツに入社し、本八幡スターレーン配属となる。1996年にプロテストに合格。
2006年に社団法人日本プロボウリング協会の広報部長に就任。2007年にイースタンスポーツに復帰。
2010年に日本プロボウリング協会へプロライセンスを返上後、一般社団法人日本女子ボウリング機構（LBO）の専務理事に就任（2012年より副会長）。
2011年よりみんなの党千葉県第8区支部支部長就任。
第23回参議院議員通常選挙にみんなの党公認で比例区から立候補したが、次々点で落選した。その後、比例区で当選した渡辺美知太郎が2019年4月に那須塩原市長選に出馬のため、井上義行が2019年6月に同年7月の参院選に自民党から立候補（比例区）するため辞職し、本来なら繰り上げ当選となって同年6月から7月までの任期の参議院議員となれたが、みんなの党は2014年11月の解党の際に比例名簿を抹消していたため繰り上げ当選が行われず、参議院議員になることはなかった。

## 出演
- ボウリング革命 P★League（解説）